# Rețeaua de socializare
Rețeaua de socializare (engleză The Social Network) este un film biografic, dramă din 2010 regizat de David Fincher și avându-l ca scenarist pe Aaron Sorkin. Adaptat după cartea din 2009 a lui Ben Mezrich The Accidental Billionaires, filmul surprinde momentele fondării site-ului Facebook și procesele care au urmat după. Nici Mark Zuckerberg și nici un angajat al Facebook nu a luat parte la proiect, deși Eduardo Saverin a fost consultant pentru cartea lui Mezrich. 
Zuckerberg a criticat inacuaratețea faptelor dar a felicitat creatorii filmului pentru alegerea aceleași garderobe pe care o avea la acea perioadă.
A primit opt nominalizări la Premiile Oscar la categoriile Cel mai bun film, Cel mai bun regizor (Fincher) și Cel mai bun actor (Eisenberg), din care a câștigat numai trei: Cel mai bun scenariu adaptat, Cea mai bună coloană sonoră și Cel mai bun montaj. A mai câștigat la a 68-a ediție a Premiilor Globul de Aur Premiul Globul de Aur pentru cel mai bun film (dramă), Cel mai bun regizor, Cel mai bun scenariu și Cea mai bună coloană sonoră.

## Distribuție
- Jesse Eisenberg ca Mark Zuckerberg
- Andrew Garfield ca Eduardo Saverin
- Justin Timberlake ca Sean Parker
- Armie Hammer ca Cameron Winklevoss și Tyler Winklevoss
- Josh Pence ca Tyler Winklevoss (dublură pentru Armie Hammer)
- Max Minghella ca Divya Narendra
- Brenda Song ca Christy Lee
- Rashida Jones ca Marylin Delpy[5][6]
- Joseph Mazzello ca Dustin Moskovitz
- Rooney Mara ca Erica Albright
- Dustin Fitzsimons ca Președintele Clubului Phoenix S-K
- Patrick Mapel ca Chris Hughes
- Douglca Urbanski ca Larry Summers
- Wallace Langham ca Peter Thiel
- Dakota Johnson ca Amelia Ritter
- Malese Jow ca Alice Cantwel
- Denise Grayson ca Gretchen
- James Shanklin ca Prințul Albert al II-lea
- Trevor Wright ca Josh Thompson
- John Getz ca Sy
- Shelby Young ca K.C.
- David Selby ca Gage
- Aaron Sorkin ca Ad Executive
- Steve Sires ca Bill Gates

### Top zece
Rețeaua de socializare s-a aflat în clasamentele a 70 de critici care se refereau la primele zece cele mai bune filme din 2010.
- 1 – Peter Travers, Rolling Stone
- 1 – Roger Ebert, Chicago Sun-Times
- 1 – Christy Lemire, Associated Press
- 1 – Andrea Grunvall, Chicago Reader
- 1 – Owen Gleiberman, Lisa Schwarzbaum, Entertainment Weekly
- 1 - Betsy Sharkey, Kenneth Turan, Los Angeles Times
- 1 - Rene Rodriguez, Miami Herald
- 1 - Jim Emerson, Dave McCoy, and Mary Pols, MSN Movies
- 1 - Stephen Holden, The New York Times
- 1 - David Denby, The New Yorker
- 1 - Now Magazine
- 1 - Tim Robey, Telegraph
- 1 - Joshua Rothkopf, Time Out New York
- 1 - Ann Hornaday, Washington Post
- 1 - Joe Morgenstern, Wall Street Journal
- 1 - The Fricken Film Critic, YouTube
- 1 - Ryan Michaels, Heritage Newspapers
- 5 - Richard Corliss, revista Time'[8]